# Justyna Śmietanka
Justyna Śmietanka (ur. 24 września 1994) – polska lekkoatletka specjalizująca się w skoku o tyczce.

## Kariera sportowa
W 2015 bez awansu do finału startowała na młodzieżowych mistrzostw Europy w Tallinnie. Na eliminacjach zakończyła występ podczas mistrzostw Europy w Amsterdamie (2016).
Mistrzyni Polski seniorów z 2015 i 2016. Zawodniczka ma na koncie także trzy medale (złoty, srebrny i brązowy) halowych mistrzostw Polski. Stawała na podium mistrzostw kraju w juniorskich i młodzieżowych kategoriach wiekowych. 
Reprezentantka Polski na drużynowych mistrzostwach Europy.

## Rekordy życiowe
- stadion – 4,50 (2018);
- hala – 4,30 (2017).

## Osiągnięcia
| Rok  | Impreza                                 | Miejsce    | Pozycja           | Wynik |
| ---- | --------------------------------------- | ---------- | ----------------- | ----- |
| 2015 | Superliga drużynowych mistrzostw Europy | Czeboksary | 11. miejsce       | 3,75  |
| 2015 | Młodzieżowe mistrzostwa Europy          | Tallinn    | el. – 19. miejsce | 3,85  |
| 2016 | Mistrzostwa Europy                      | Amsterdam  | el. – 21. miejsce | 4,20  |
| 2017 | Uniwersjada                             | Tajpej     | 7. miejsce        | 4,30  |
| 2018 | Athletics World Cup                     | Londyn     | 6. miejsce        | 4,40  |
| 2018 | Mistrzostwa Europy                      | Berlin     | el. – 20. miejsce | 4,20  |